# Rheum przewalskyi
Rheum przewalskyi là một loài thực vật có hoa trong họ Rau răm. Loài này được Losinsk. miêu tả khoa học đầu tiên năm 1937.